# Buchholz (Dithmarschen)
 For alternative betydninger, se Buchholz. (Se også artikler, som begynder med Buchholz)
Buchholz er en by og kommune i det nordlige Tyskland, beliggende i Amt Burg-Sankt Michaelisdonn under Kreis Dithmarschen. Kreis Dithmarschen ligger i den sydvestlige del af delstaten Slesvig-Holsten.

## Geografi
Kommunen ligger ved Landesstraße 139 mellem Kuden og Burg i Dithmarschen.

### Nabokommuner
Nabokommuner er (med uret fra nord) kommunerne Quickborn, Brickeln og Burg (Dithmarschen) (alle i Kreis Dithmarschen), Ecklak (i Kreis Steinburg) samt Kuden (i Kreis Dithmarschen).